# Столь, Йеспер
Йеспер Мёллегор Столь (дат. Jesper Møllegaard Staal; 1 марта 1972, Гентофте) — датский гребец-байдарочник, выступал за сборную Дании на всём протяжении 1990-х годов. Участник трёх летних Олимпийских игр, чемпион мира, победитель многих регат национального и международного значения.

## Биография
Йеспер Столь родился 1 марта 1972 года в коммуне Гентофте области Ховедстаден. Активно заниматься греблей начал с раннего детства, проходил подготовку в городе Хольте коммуны Рудерсдаль в местном спортивном клубе.
Первого серьёзного успеха на взрослом международном уровне добился в 1992 году, когда попал в основной состав датской национальной сборной и благодаря череде удачных выступлений удостоился права защищать честь страны на летних Олимпийских играх в Барселоне. Стартовал здесь в паре с опытным Тором Нильсеном в двойках на дистанции 500 метров, дошёл до финала и в решающем заезде финишировал шестым, немного не дотянув до призовых позиций.
В 1994 году Столь побывал на чемпионате мира в Мехико, откуда привёз награду золотого достоинства, выигранную в зачёте двухместных каноэ на дистанции 1000 метров. Будучи одним из лидеров гребной команды Дании, благополучно прошёл квалификацию на Олимпийские игры 1996 года в Атланте — вместе с тем же Нильсеном на сей раз стал девятым на пятистах метрах и шестым на тысяче.
После атлантской Олимпиады Йеспер Столь остался в основном составе датской национальной сборной и продолжил принимать участие в крупнейших международных регатах. Так, в 1997 году он выступил на мировом первенстве в канадском Дартмуте, где получил серебро в километровой гонке двухместных экипажей — на финише его обошли только итальянские гребцы Антонио Росси и Лука Негри. Вскоре отправился представлять страну на Олимпийских играх 2000 года в Сиднее — с новым партнёром Павом Мадсеном на пятистах и тысяче метрах остановился на стадии полуфиналов, где оба раза показал четвёртый результат. Вскоре по окончании этих соревнований принял решение завершить карьеру профессионального спортсмена, уступив место в сборной молодым датским гребцам.